# Dubbele slinger

Een dubbele slinger bestaat uit twee slingers die met elkaar verbonden zijn

In de natuurkunde en de wiskunde is een dubbele slinger een stelsel van twee slingers waarvan een van de slingers bevestigd is aan de andere. Het is een eenvoudig dynamisch systeem dat rijk dynamisch gedrag vertoont met een sterke gevoeligheid voor de beginvoorwaarden. De beweging van een dubbele slinger is chaotisch en wordt bestuurd door een reeks gekoppelde gewone differentiaalvergelijkingen. Deze differentiaalvergelijkingen zijn echter complex en niet altijd exact oplosbaar. Wetenschappers en Ingenieurs gebruiken computersimulaties bij het bestuderen van een dubbele slinger.  
De dubbele slinger worden ook gebruikt bij robotica. Zo kan een dubbele slinger gebruikt worden om de gewrichten van een mens na te bootsen. 
Een dubbele slinger is ook een belangrijk systeem voor het bestuderen van Chaostheorie.  

Beweging van een dubbele slinger (berekend door middel van numerieke integratie van de bewegingsvergelijkingen)

Voorbeeld van een traject van een dubbele slinger